# Agence pour la protection des programmes
Pour les articles homonymes, voir APP.
 (octobre 2023).
Si vous disposez d'ouvrages ou d'articles de référence ou si vous connaissez des sites web de qualité traitant du thème abordé ici, merci de compléter l'article en donnant les références utiles à sa vérifiabilité et en les liant à la section « Notes et références ».
L'Agence pour la protection des programmes (APP) est une association française de défense des auteurs de logiciels et des concepteurs en technologie de l’information.

## Présentation
L'APP a été créée en 1982 par Daniel Duthil. Il s'agit d'une association qui représente et défend les intérêts des auteurs de logiciels. Elle a mis au point différentes procédures de mise sous séquestre leur permettant de pré-constituer la preuve de leurs droits.
Elle dispose également d'agents assermentés qui sont autorisés à prêter serment par arrêtés du ministère de la Culture. Ils sont compétents pour constater toute atteinte aux droits des auteurs, et notamment des auteurs de logiciels ou des producteurs de bases de données. Les procès-verbaux issus de ces constatations sont reconnus et pris en compte par les tribunaux qui leur reconnaissent une force probante importante.

## Mise sous séquestre
L'APP prévoit 4 procédures de mise sous séquestre pour ses adhérents : le référencement, le dépôt des sources, le dépôt de diffusion et le dépôt contrôlé.

### Référencement
Un référencement permet à un auteur de donner une date certaine à son œuvre numérique et ainsi de prouver l'antériorité de ses droits de propriété intellectuelle en cas de litige.
 L'APP met le support numérique qui contient la création en question dans une enveloppe scellée appelée logibox et émet un certificat indiquant l'Inter Deposit Digital Number (numéro IDDN) sous lequel est désormais identifiée l'œuvre. La logibox est conservée par l'adhérent.
L'APP indique qu'il est possible de référencer des programmes informatiques (code source ou version exécutable), leur documentation d’utilisation, ainsi que les documents préparatoires, mais également, toute œuvre ou document au format numérique comme des textes, de la musique, des vidéos ou encore des bases de données.

### Dépôt des sources
Tout comme le référencement, le dépôt des sources permet à un auteur de prouver l'antériorité de ses droits de propriété intellectuelle sur une œuvre numérique.
Cependant, cette procédure exige que l'adhérent remette deux supports numériques identiques à l'APP pour qu'elle puisse effectuer deux mises sous scellés. Une logibox sera remise à l'adhérent avec le certificat IDDN. Une autre sera conservée par l'APP.
L'intérêt de cette procédure est double : d'une part, elle garantit plus de sécurité quant à la conservation des scellés. D'autre part, l'adhérent peut prévoir contractuellement un accès aux sources en cas de défaillance de sa part avec un utilisateur à partir de l'exemplaire conservé par l'APP. Il s'agit d'un argument commercial fort, la pérennité du logiciel étant ainsi garantie.
L'APP indique qu'elle entend par sources : programme source informatique, matériaux préparatoires, dossiers d’analyse et de conception, scénario, etc.
Les matériaux pouvant être déposés sont les mêmes que pour le référencement.

### Dépôt de diffusion
Il s'agit d'un dépôt en double exemplaire de la version de l'œuvre destinée à être diffusée au public. L'APP conservera un scellé et en remettra un autre à l'adhérent. Celui-ci n'ayant pas fourni les codes sources, aucun accès à ces derniers ne pourra être prévu à partir d'un dépôt de diffusion.

### Dépôt contrôlé
Le dépôt contrôlé est généralement demandé par un utilisateur pour vérifier que les sources déposées par son fournisseur auprès de l'APP correspondent au programme qui est installé sur ses postes. Cette vérification est effectuée par un agent assermenté de l'APP. Le dépôt contrôlé a généralement lieu dans le cadre d'une convention d'entiercement. Il s'agit d'un contrat qui permet l'accès aux sources lorsque certaines conditions sont remplies.

## Accès aux sources
Le dépôt des sources auprès de l'APP permet aux fournisseurs de prévoir contractuellement un accès aux sources pour leurs utilisateurs en cas de défaillance de leur part, ou de défaut de maintenance. Cet accès ne peut avoir lieu que s'il a été préalablement prévu contractuellement. Deux procédures sont envisageables :
- soit les deux parties insèrent dans le contrat de licence une clause d'accès aux sources en faisant référence au règlement général de l'APP ;
- soit le fournisseur, l'utilisateur et l'APP signe une convention d'entiercement qui aménage cet accès.

Cette possibilité de prévoir contractuellement un accès aux sources est un argument commercial très fort qui rassure les futurs utilisateurs sur la pérennité de leur investissement.